# Epidesma hampsoni
Epidesma hampsoni là một loài bướm đêm thuộc phân họ Arctiinae, họ Erebidae.